# Belkıs Zehra Kaya
Belkıs Zehra Kaya (ur. 18 marca 1984) – turecka judoczka.
Uczestniczka mistrzostw świata w 2003, 2011, 2013 i 2015, a także brązowa medalistka w drużynie w 2010. Startowała w Pucharze Świata w latach 2002-2006 i 2010-2013. Zdobyła pięć medali mistrzostw Europy w latach 2011 - 2016. Trzecia na igrzyskach europejskich w 2015. Złota medalistka igrzysk śródziemnomorskich w 2005 i brązowa w 2013. Druga na uniwersjadzie w 2007 i trzecia w 2009 i 2011. Trzecia na akademickich MŚ w 2004 roku.